# 哈森湖 (倫茨堡-埃肯弗德縣)
54°15′46″N 9°51′32″E / 54.2629°N 9.8588°E

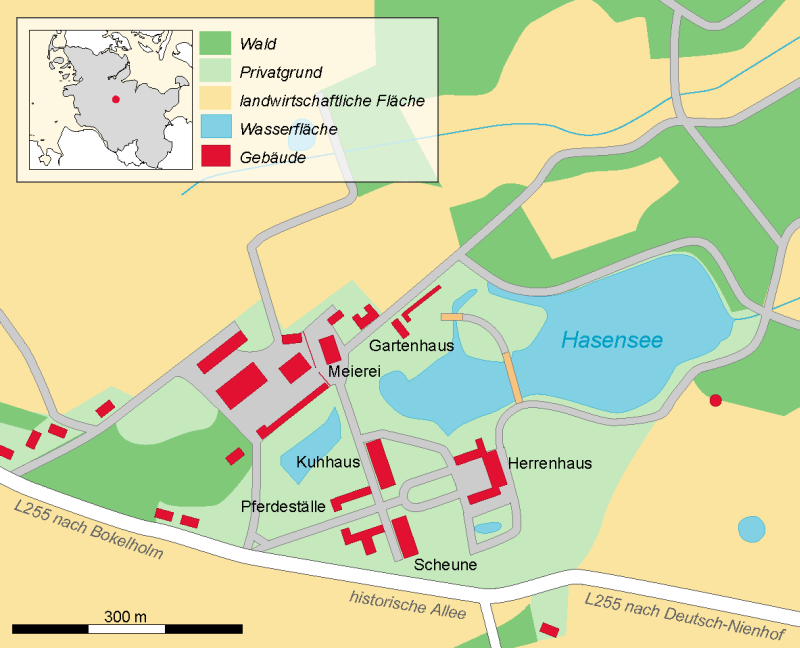

哈森湖（德語：Hasensee），是德國的湖泊，位於該國北部石勒蘇益格-荷爾斯泰因州，由倫茨堡-埃肯弗德縣負責管轄，處於埃姆肯多夫以東，面積0.05平方公里，湖岸線長度1.2公里。